# Lago Cisnes
El lago Cisnes es un cuerpo de agua superficial léntico perteneciente a la cuenca del río Pascua ubicado 6 km al noroeste de Villa O'Higgins en la Región de Aysén, en Chile.

## Población, economía y ecología
SERNATUR la describe como:: 35 
Se localiza al costado norte del camino austral, siendo necesario cruzar su desagüe para llegar a Villa O'Higgins. Tiene una superficie de 11.2 km² y forma parte de una sucesión de lagos formado por el lago Claro, Encadenados, lago Briceño, lago Salto y lago Ciervo, todos ellos tributarios de la cuenca del río Mayer. Este lago genera un importante potencial para la pesca recreativa.